# Дяченко Віктор Микитович
Віктор Микитович Дяченко (нар. 27 вересня 1924, Полтава — 27 жовтня 1984, Ужгород) — український радянський архітектор; член Спілки архітекторів України з 1968 року (з 1976 року голова Закарпатської обласної організації).

## Біографія
Народився 27 вересня 1924 року в місті Полтаві (тепер Україна). 1950 року заінчив Полтавський технікум цивільного будівництва; у 1960 році — Львівський політехнічний інститут. Член КПРС з 1965 року.
Протягом 1950–1962 років працював в інституті «Закарпатоблпроект». Протягом 1962–1966 років — головний архітектор Ужгорода. У 1966–1969 роках — заступник голови Ужгородського міськвиконкому, у 1969–1977 роках — начальник Закарпатського обласного відділу у справах будівництва й архітектурири, головний архітектор Закарпатської області. З 1977 по 1984 рік — директор Закарпатської філії інституту «Діпромісто».
Помер в Ужгороді 27 жовтня 1984 року.

## Споруди і проекти
Серед виконаних споруд;
в Ужгороді
- житлові квартали на проспекті 40-річчя Жовтня (1957—1979);
- реконструкція та прибудова клубу Ужгородського університету (1958);
- будівлі побутового обслуговування (1958—1961);
- житловий будинок на Київській набережній № 17 (1959—1960);
- житлові будинки на 32, 40, 48 та 60 квартир (1962—1968);
- амфітеатр на 4 тисячі місць на вулиці Кошицькій (1964—1965);

в Закарпатській області

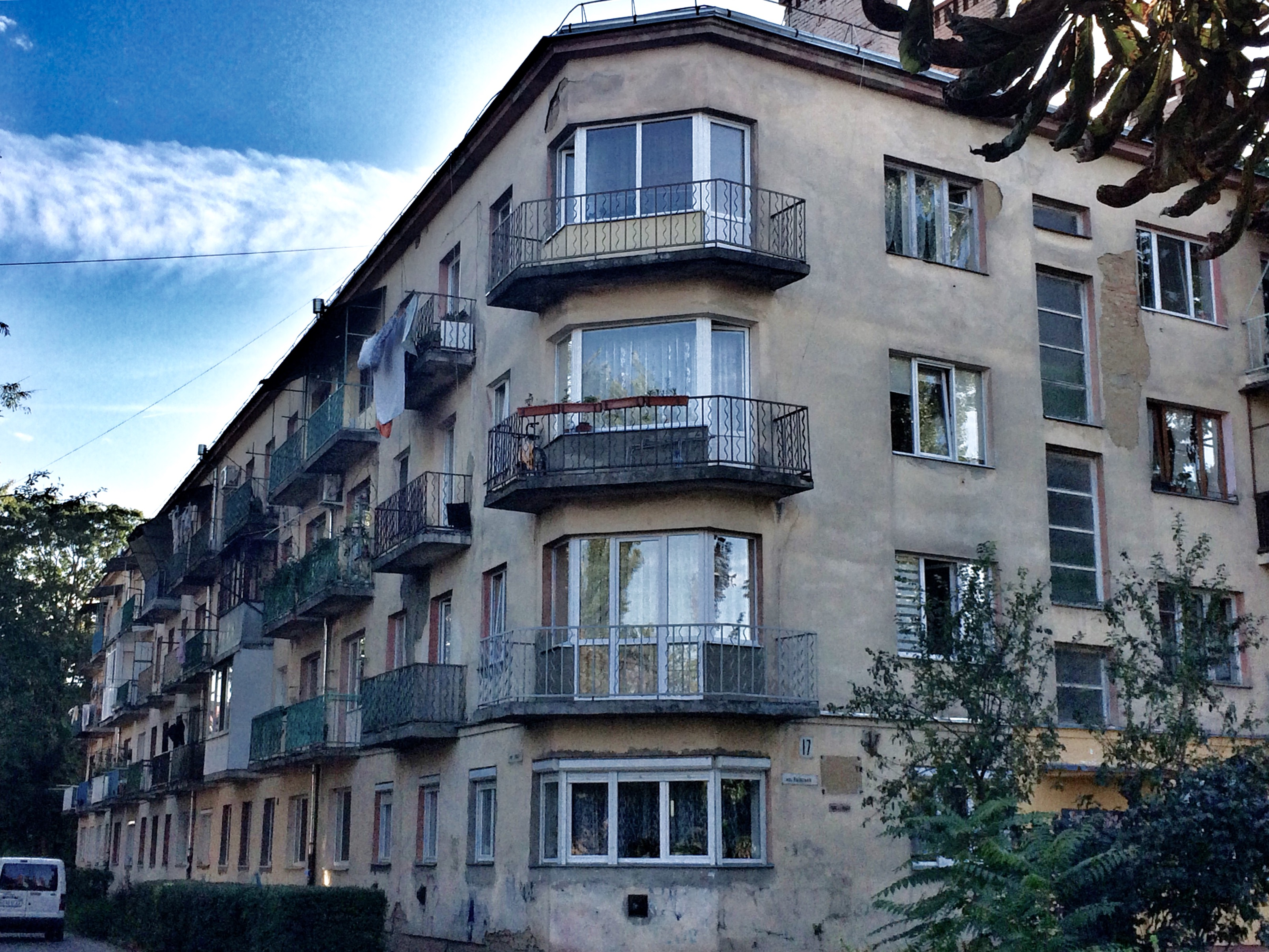
Київська набережна, 17.

- генеральні плани Великоберезнянянської, Іршавської, Мукачівської та Ракошинської МТС (1953—1957);
- туристична база «Верховина» в зоні відпочинку «Кам'яниця-Невицьке» Ужгородського району (1958—1961).